# Strada nazionale 5 (Cambogia)
La strada nazionale 5 (spesso indicata sulle mappe come NH5, "National Highway 5") è una delle arterie principali della Cambogia.
Ha una lunghezza di 407,45 km e connette la capitale Phnom Penh al confine con la Thailandia presso Poipet.
Lungo il tragitto serve le città di Kampong Chhnang, Pursat e Battambang, ed incrocia la strada nazionale 6 presso Sisophon.